# Sydslesvigske Børns Ferierejser
Sydslesvigske Børns Ferierejser er en institution, der siden 1919 har varetaget, at børn af 
dansksindede sydslesvigere kunne komme nogle uger til Danmark i løbet af sommerferien. 
Komiteen for Sydslesvigske Børns Ferierejser begyndte sit virke allerede i 1919, året før Nordslesvigs genforening med Danmark. Formålet var dansk-nationalt, men også socialt, og i de 
senere år er det også blevet karakteriseret som pædagogisk. Vigtig er børnenes mulighed for at 
træne deres danske sprog i rigsdanske omgivelser, eftersom deres hjemegn er gået fra at være dansk til at være tysk. 
Sydslesvig har siden 1864 ligget i Tyskland, men har et dansk mindretal, der til hverdag er omgivet af tysk sprog og kultur. Derfor er det en rigtig god saltvandsindsprøjtning for børn fra danske børnehaver og skoler i Sydslesvig at kunne komme et par uger til kongeriget Danmark for at dyrke dansk kultur og sprog. Det har ført til mange livsvarige gode kontakter hen over grænsen. 
Ferieopholdet i Danmark varer fra 2 til 4 uger i begyndelsen af de sydslesvigske børns skoleferie.
Den enkelte børnehave eller skole i Sydslesvig har en rejselærer, der ulønnet (»ehrenamtlich«) varetager kontakten til Feriekontoret i Flensborg, hvor overlærer Thyra Pedersen (født 1919) blev efterfulgt af Alfred Mejenborg (født 1941) fra Cornelius Hansen-Skolen i Flensborg som mangeårig leder. Efter skoleinspektør Eberhard von Oettingen fra Jørgensbyskolen blev kontoret udvidet og omdøbt til Rejsekontoret med Sally Flindt-Hansen som leder.
I København varetages ferierejserne af Grænseforeningen, og ud over landet er der lokalkomitéer, der arbejder med at skaffe feriepladser samt at vurdere deres egnethed. 
I nutiden (2009) drejer det sig om knap 600 sydslesvigske børn, der har ferieplads i Danmark. 
Fra 2017 er konceptet blevet udvidet, så der ikke kun formidles ferieophold for sydslesvigske børn i Danmark, men også omvendt: ophold for rigsdanske børn i Sydslesvig.